# Должанський Олександр Наумович
Олександр Наумович Должанський (30 серпня (12 вересня) 1908, Ростов-на-Дону — 21 вересня 1966, Ленінград, СРСР) — радянський музикознавець, автор відомого Короткого музичного словника. Кандидат мистецтвознавства, доцент.

## Біографія
Народився в сім'ї Наума Абрамовича Должанського, одного з перших членів Ростово-Нахічеванського-на-Дону товариства образотворчих мистецтв.
У 1928 — 1930 роки займався по композиції у П. Б. Рязанова.
У 1930 — 1941 роки викладач теоретичних предметів у Першому музичному технікумі.
У 1936 році закінчив Ленінградську консерваторію за фахом «музикознавство», а також аспірантуру.
У 1942 році під науковим керівництвом Х. С. Кушнарьова захистив кандидатську дисертацію на тему «Про деякі композиційні особливості інструментальних фуг Й. С. Баха».
У 1937 — 1948 роки викладав у Ленінградській консерваторії. Звільнений за рішучу відмову виступити із засудженням Д. Д. Шостаковича .
У 1947 році вийшло його дослідження про мелодику і тематизм Д. Д. Шостаковича, в якому була вивчена особлива ладова система, яку використовував композитор.
У 1954 — 1966 роки продовжив викладання в Ленінградській консерваторії.

## Наукові праці

### монографії
- Должанский А. Н. Краткий музыкальный словарь. — Л., 1952. (2-е изд. — 1955, 3-е изд. — 1959, 4-е изд. — 1964)
- Союз композиторов СССР. Советские композиторы: краткий биографический справочник / сост. Г. Б. Бернандт, А. Н. Должанский. — М. : Советский композитор, 1957. — 695 с.
- Должанский А. Н. Музыка Чайковского: Симфонические произведения. — Л., 1960.
- Должанский А. Н. 24 прелюдии и фуги Шостаковича. — Л., 1963.[5]
- Должанский А. Н. Камерные инструментальные произведения Д. Шостаковича. — М., 1965.
- Должанский А. Н. Краткий курс гармонии для любителей и начинающих профессионалов. — Л.-М., 1966.
- Должанский А. Н. Избранные статьи. — Л., 1973.
- Должанский А. Н. Симфоническая музыка Чайковского: Избранные произведения — 2-е изд. — Л. : Музыка, 1981. — 208 с. — 15000 прим.
- Должанский А. Н. Краткий музыкальный словарь. — 5-е изд. — СПб. : Лань, 2000. — 448 с. — (Мир культуры, истории и философии) — 15000 прим. — ISBN 5-8114-0231-7.

### статті
- Должанский А. Н. О ладовой основе сочинений Шостаковича // Советская музыка. 1947. № 4.